# Baraggia di Piano Rosa
La Baraggia del Piano Rosa è un'area naturale protetta della regione Piemonte che si trova all'interno della riserva naturale orientata delle Baragge.

## Storia
La Baraggia del Piano Rosa è un Zona speciale di conservazione e un Sito di Interesse Comunitario (ZPC IT1150007). È uno dei siti Natura 2000.
È una riserva naturale dal 1992, successivamente con la Decisione della Commissione 2004/813/CE del 7 dicembre 2004, sostituita dalla più recente Decisione della Commissione 2016/2334/UE del 9 dicembre 2016 è stata inserita nell'elenco dei siti appartenenti Regione Biogeografica Continentale. Con il Decreto del Ministero dell'ambiente del 7 dicembre 2017 viene nominato Zona speciale di conservazione grazie all'approvazione della Giunta Regionale delle misure sito-specifiche.

## Territorio
L'area naturale della Baraggia del Piano Rosa si colloca nei comuni di Cavaglio d'Agogna, Cavallirio, Cureggio, Fontaneto d'Agogna, Ghemme, Romagnano Sesia, in provincia di Novara e occupa un territorio di circa 1190 ettari. Il territorio è prevalentemente formato da brughiera su altopiani terrazzati che si sono originati da depositi fluvio-glaciali accumulatisi nel Pleistocene medio. Questa zona è percorsa dal fiume Agogna e dai torrenti secondari  Strego e Strona. Nella parte più occidentale della riserva sono presenti colture agricole, in particolare filari di vigneti.

## Flora
La Baraggia del Piano Rosa è caratterizzata da habitat diversi, sia naturali che coltivati.
È stata riscontrata della vegetazione anfibia ma su zone limitate, mentre piante radicanti di tipo galleggianti, quali la Potamogeton natans sono state osservate in uno stagno di origine artificiale.
Nella zona settentrionale del sito naturalistico sono presenti prati composti prevalentemente da avena altissima (Arrhenatherum elatius). Invece nelle brughiere pedemontane è presente la gramigna altissima (Molinia caerulea), inoltre si osserva la crescita di specie arbustive di bassa altezza e acidofile quali il brugo (Calluna vulgaris), ginestre (Genisteae), tra cui quella dei tintori e quella dei carbonai. Dove la zona diventa più rada crescono la cinquefolia potentilla (Potentilla erecta), la Festuca e la cerretta comune (Serratula tinctoria). È importante la presenza di liliagine (Anthericum liliago), Arnica montana, Chrysopogon gryllus, genziana mettinborsa (Gentiana pneumonanthe), gladiolo palustre (Gladiolus palustris), sparviere ad ombrella (Hieracium umbellatum), nardo cervino (Nardus stricta), plantatera comune (Platanthera bifolia) e Salix rosmarinifolia, in quanto sono specie montane al di sotto della loro altitudine abituale.
Alcune praterie sono prevalentemente a lolietto perenne (Lolium perenne), Festuca pratensis, trifoglio bianco (Trifolium repens), oltre la gramigna.
Negli avvallamenti si osserva la presenza di Rhynchosporion albae e Rhynchospora fusca e della Drosera intermedia. Per quanto riguarda le parti forestali sono importanti le presenze di querceti di farnia (Quercus robur) o di rovere (Quercus petraea), invece lungo i corsi d'acqua si riscontrano gli alneti di ontano nero (Alnus glutinosa) e frassino (Fraxinus). Sono stati osservati anche boschi di castagno (Castanea), boschi di betulla (Betula) e pioppo tremolo (Populus tremula), pinete di pino silvestre (Pinus sylvestris) e querceti di cerro (Quercus cerris).
Nelle aree stagnanti la vegetazione erbacea prevalente è data da diverse specie di Eleocharis, di  Juncus,  Lythrum hyssopifolia, graziella (Gratiola officinalis) e della Ludwigia palustris, quest'ultima presente nel comune di Fontaneto d'Agogna.

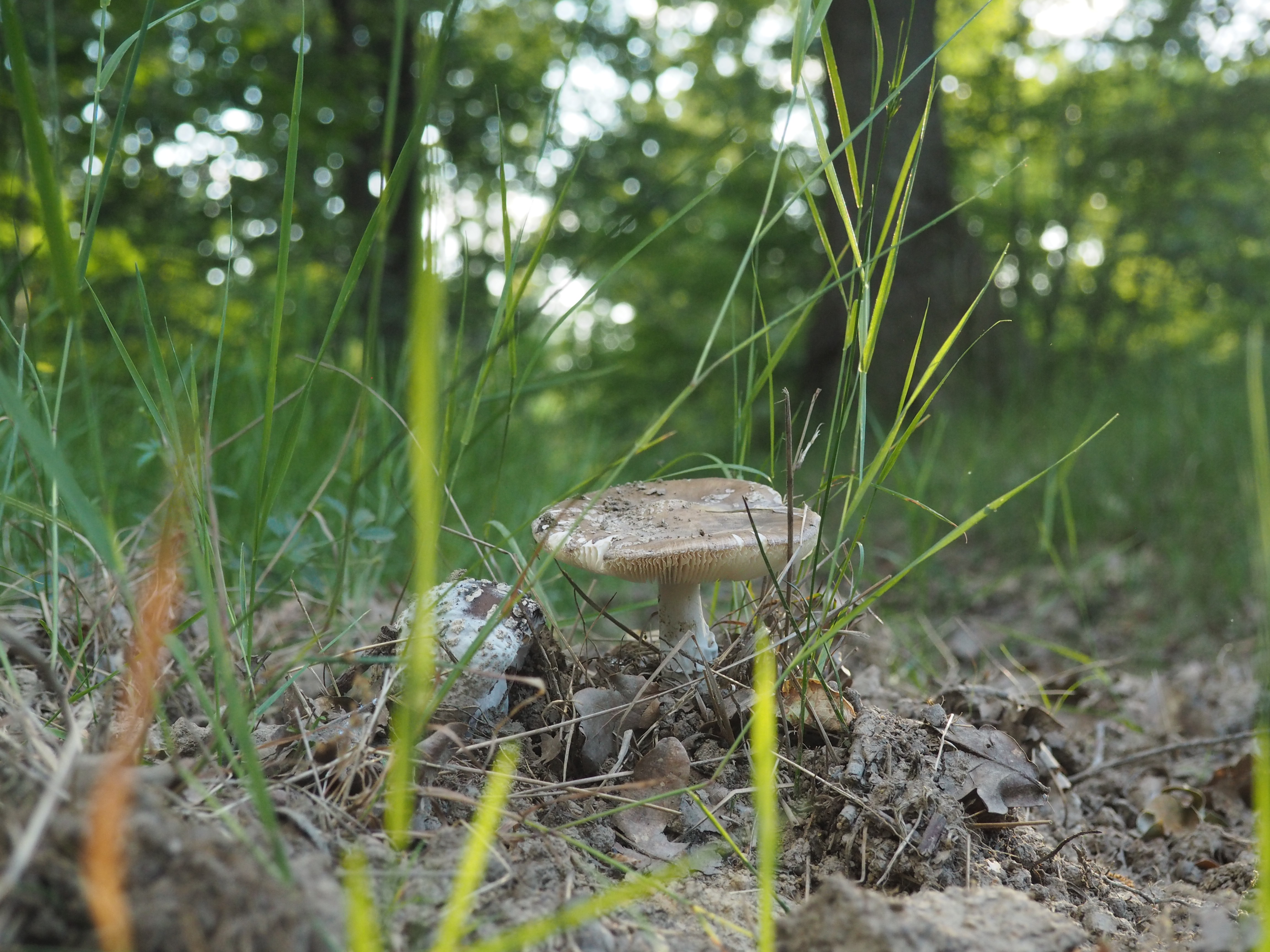
Fungo nella Baraggia

## Fauna
L'area naturale ospita circa 570 specie di coleotteri, di cui 36 di idroadefagi, 115 di carabidi e, tra i coleotteri xilofagi, sono
state censite 15 specie di buprestidi e 38 di cerambicidi. È riscontrata la presenza di Dytiscidae di grandi dimensioni, come Dytiscus
marginalis, nelle pozze permanenti di acqua alimentate da piogge e mantenute da un terreno impermeabile. Importante anche la presenza del cervo volante (Lucanus cervus) e della Dicerca alni. Sotto le cortecce degli alberi e all'interno dei funghi legnosi è stata scoperta l'esistenza della Synchita fallax.
Nella baraggia sono state conteggiate circa 22 specie di libellule, tra cui la Sympecma paedisca, specie minacciata di estinzione e presente in Italia solo nella regione Piemonte. Nella zona del torrente Strego sono state censite Cordulegaster boltonii e Boyera irene.
Tra i lepidotteri i più presenti sono Coenonympha oedippus, Gonepterix ramni, Pyronia thitonus, Minois dryas, Coenonympha pamphilus.
Per quanto riguarda le specie ittiche sono presenti 10 specie, di cui due alloctone, ossia la trota (Salmo trutta) e la Pseudorasbora parva. È importante l'esistenza della lampreda padana (Lampetra zanandreai) e del gambero di fiume (Austropotamobius pallipes).
Tra gli anfibi e i rettili sono state riscontrate le specie di rospo comune (Bufo bufo), della lucertola muraiola (Podarcis muralis), del ramarro occidentale (Lacerta bilineata), del biacco (Hierophis viridiflavus) e della biscia dal collare (Natrix natrix); sono più rari e localizzati nella zona nord occidentale dell'area naturale il colubro liscio (Coronella austriaca) e il colubro di Esculapio (Zamenis longissimus).
Per quanto riguarda l'avifauna sono state conteggiate circa 62 specie. Quelle che preferiscono le zone boschive con radure sono la poiana (Buteo buteo), l'upupa (Upupa epops), il picchio verde (Picus viridis), il picchio rosso minore (Picoides minor), il succiacapre (Caprimulgus europaeus), il codirosso (Phoenicurus phoenicurus), il rampichino (Certhia brachydactyla) e il picchio muratore (Sitta europaea). Tra le specie tipiche della brughiera si possono osservare il gruccione (Merops apiaster), il prispolone (Anthus trivialis), lo sterpazzola (Sylvia communis) il gheppio (Falco tinnunculus) e il cutrettola (Motacilla flava). È stata riscontrata anche la presenza di uccelli legati alle foreste chiuse quali il luì verde (Phylloscopus sibilatrix), la cincia mora (Parus ater)e la cincia dal ciuffo (Parus cristatus).
Tra i mammiferi è stata individuata la presenza de toporagno nano (Sorex minutus), della lepre comune (Lepus europaeus), dello scoiattolo rosso (Sciurus vulgaris), della volpe (Vulpe vulpes), della martora (Martes martes), della puzzola (Mustela putorius), del tasso (Meles meles), del capriolo (Capreolus capreolus) e del cinghiale (Sus scrofa).